# Jeff Buchanan
Jeffrey J. „Jeff“ Buchanan (* 23. Mai 1971 in Swift Current, Saskatchewan) ist ein ehemaliger kanadischer Eishockeyspieler, der im Verlauf seiner aktiven Karriere zwischen 1989 und 1999 unter anderem sechs Spiele für die Colorado Avalanche in der National Hockey League (NHL) auf der Position des Verteidigers bestritten hat. Den Großteil seiner aktiven Laufbahn verbrachte Buchanan, der den Spielertyp des Enforcers verkörperte, jedoch in der International Hockey League (IHL), wo er weitere 488 Partien absolvierte und mit den Atlanta Knights im Jahr 1994 den Turner Cup gewann.

## Karriere
Buchanan verbrachte seine Juniorenzeit zwischen 1989 und 1992 in der Western Hockey League (WHL) bei den Saskatoon Blades. Dort absolvierte er über den Zeitraum von drei Jahren eine unspektakuläre Juniorenkarriere, in der er seine Offensivproduktion von Jahr zu Jahr steigerte. Am Ende der Saison 1991/92 führte der Stürmer die Mannschaft in die Finalserie der Playoffs, wo sie allerdings den Kamloops Blazers unterlag. Insgesamt absolvierte der Stürmer 238 WHL-Partien, in denen er 135-mal punktete. Allein 78 Scorerpunkte sammelte er dabei in seinem letzten Jahr.
Trotzdem war der Kanadier von den Franchises der National Hockey League (NHL) unbeachtet und daher ungedraftet geblieben. Erst im Sommer 1992 erhielt er als Free Agent einen Vertrag bei den Tampa Bay Lightning aus der NHL angeboten. Die folgenden beiden Spielzeiten zwischen 1992 und 1994 lief er jedoch für deren Farmteam in der International Hockey League (IHL), den Atlanta Knights auf. Im Trikot der Knights feierte Buchanan im Frühjahr 1994 mit dem Gewinn des Turner Cups seinen größten Karriereerfolg. Nachdem er auch die Saison 1994/95 in Atlantas Kader begonnen hatte, wurde er kurz nach dem Saisonstart fortan von den Tampa Bay Lightning beim Ligakonkurrenten Detroit Vipers eingesetzt. Im Februar 1995 trennten sich die Lightning schließlich von dem Enforcer und transferierten ihn gemeinsam mit Jim Cummins und Tom Tilley zu den Chicago Blackhawks. Im Gegenzug wechselten Paul Ysebaert und Rich Sutter nach Tampa.
Auch in Diensten der Chicago Blackhawks gelang dem Angreifer der Sprung in die NHL nicht. Er spielte zunächst bis zum Sommer 1996 für Chicagos IHL-Kooperationspartner Indianapolis Ice, anschließend war bis in die zweite Hälfte der Saison 1997/98 hinein für die Orlando Solar Bears in der IHL aktiv. Die Spielzeit brachte er allerdings beim Ligakonkurrenten Kansas City Blades zu Ende. Im August 1998 unterzeichnete der abermalige Free Agent einen Vertrag bei der Colorado Avalanche aus der NHL. Zwar bestritt Buchanan den Großteil der Spielzeit bei deren Farmteam Hershey Bears in der American Hockey League (AHL), jedoch kam er im Saisonverlauf auch zu sechs NHL-Einsätzen für die Avalanche. Dennoch gab er im August 1999 im Alter von 28 Jahren seinen Rückzug aus dem aktiven Profisport bekannt.

## Erfolge und Auszeichnungen
- 1994 Turner-Cup-Gewinn mit den Atlanta Knights

## Karrierestatistik
(Legende zur Spielerstatistik: Sp oder GP = absolvierte Spiele; T oder G = erzielte Tore; V oder A = erzielte Assists; Pkt oder Pts = erzielte Scorerpunkte; SM oder PIM = erhaltene Strafminuten; +/− = Plus/Minus-Bilanz; PP = erzielte Überzahltore; SH = erzielte Unterzahltore; GW = erzielte Siegtore; 1 Play-downs/Relegation; Kursiv: Statistik nicht vollständig)